# Рацэ, Вадим
Вадим Рацэ (рум. Vadim Rață; род. 5 мая 1993, Кишинёв) — молдавский футболист, полузащитник румынского клуба «Арджеш» и капитан сборной Молдавии.

## Ранние годы
Родился 5 мая 1993 года в Кишинёве. Воспитанник футбольной школы клуба «Шериф».

## Клубная карьера
Во взрослом футболе дебютировал в 2010 году выступлениями за «Шериф», в котором провёл семь сезонов, приняв участие в 48 матчах чемпионата. В течение этого периода карьеры также успел поиграть на правах аренды за «Тирасполь», «Зарю (Бельцы)» и «Сперанцу (Ниспорены)».
В 2016—2017 годах уже на правах полноценного контракта выступал за «Зарю», а в 2018 году защищал цвета клуба «Милсами».
В 2019 году перебрался в Румынию, подписав контракт с «Киндией Тырговиште». В течение 2021—2022 годов выступал за «Волунтари», затем провёл несколько матчей за «Стяуа», после чего вернулся в «Волунтари». В 2024 году подписал контракт с клубом «Университатя (Клуж-Напока)».

## Карьера в сборной
Выступал за сборные Молдавии различных возрастов.
14 февраля 2015 года дебютировал за национальную сборную Молдавии в товарищеском матче против сборной Румынии.

## Достижения
Шериф
- Чемпионат Молдавии: 2011/12, 2012/13

Милсами
- Кубок Молдавии: 2017/18

Киндия Тырговиште
- Вторая лига: 2018/19